# Diphyus luctatorius
Diphyus luctatorius là một loài tò vò trong họ Ichneumonidae.